# اوبرتویرینگن
اوبرتویرینگن (به آلمانی: Oberteuringen) یک شهر در آلمان است که در بودنسیکرایس واقع شده‌است. اوبرتویرینگن ۴٬۵۵۵ نفر جمعیت دارد.

## خواهرخوانده
شهر Tübach خواهرخواندهٔ اوبرتویرینگن هست.